# گروه ال‌اس‌آر
گروه ال‌اس‌آر (به انگلیسی: LSR Group) شرکت روسی فعال در زمینه ساخت‌وساز، مصالح ساختمانی و توسعه املاک و مستغلات می‌باشد. 
این شرکت یکی از بزرگترین تولیدکنندگان مصالح ساختمانی در روسیه است. دفتر مرکزی شرکت ال‌اس‌آر در شهر سن پترزبورگ قرار دارد. 
در سال ۲۰۱۱ شمار کارکنان این شرکت بیش از ۱۶۰ هزار نفر اعلام شد. بخشی از سهام گروه ال‌اس‌آر در بازارهای بورس مسکو و بورس لندن معامله می‌شود.